# Рух за права людей з аутизмом

Веселковий символ нескінченності є популярним символом серед людей з аутизмом і захисників прав людей з аутизмом, символізуючи широту та різноманітність спектра.

Рух за права людей з аутизмом, також відомий як рух за прийняття людей з аутизмом — це суспільний рух у контексті прав інвалідів, який наголошує на парадигмі нейрорізноманіття, розглядаючи спектр аутизму як результат природних змін у людському мозку, а не як хворобу, яка має бути вилікувана. Рух виступає за досягнення кількох цілей, включаючи більше сприйняття аутистичних рис і поведінки; державні/приватні послуги, які націлені на покращенні якості життя та добробуту людей з аутизмом, а не на придушенні та маскуванні їх аутичних рис або вченню імітації поведінки нейротипових (не аутистичних) однолітків (що призводить до погіршення психічного добробуту та психічного здоров'я, згідно з численними недавніми дослідженнями); створення соціальних мереж і заходів, які дозволяють людям з аутизмом спілкуватися на власних умовах; і визнання «спільнота людей з аутизмом» як меншини.

## Термінологія
«Спільнота людей з аутизмом» розробила скорочення для загальновживаних термінів, наприклад:
- Аспі (англ. Aspie) – людина з синдромом Аспергера. Вже не такий частий у вжитку, по причині видалення синдрому Аспергера як офіційного діагнозу.[11]
- Ауті (англ. Autie) – людина з аутизмом.[12]
- Аутистичні та Кузени (англ. AC) – охоплюючий термін, що включає аспіїв, аутистів та їхніх «двоюрідних братів», тобто людей із деякими рисами аутизму, але без офіційного діагнозу.[13]
- Кербі (англ. Curebie) – людина з бажанням вилікувати аутизм. Цей термін є дуже принизливим.[14]
- Нейрорізноманіття (англ. Neurodiversity) – вдячність людям незалежно від неврологічного складу. Нейрорізноманіття — це природна зміна всередині людства, схожа на біорізноманіття.[15][16]
- Нейротиповий (англ. Neurotypical) – людина, яка не має неврологічних відмінностей. Часто використовується для опису людини, яка не належить до спектру аутизму.
- Аллістична (англ. Allistic) – людина, яка не страждає аутизмом, але може бути або не бути нейровідмінною в інших аспектах, наприклад, людина з дислексією або з РДУГ.[17][18] Однак спочатку і зазвичай воно використовується в сатиричних цілях для опису людей без аутизму.[19]
- СТИЗМ (англ. STISM) – «акт людей з аутизмом, які з упевненістю приймають себе».[20] Придуманий музичною групою 8 Chicken Nuggets.

## Значучі заходи

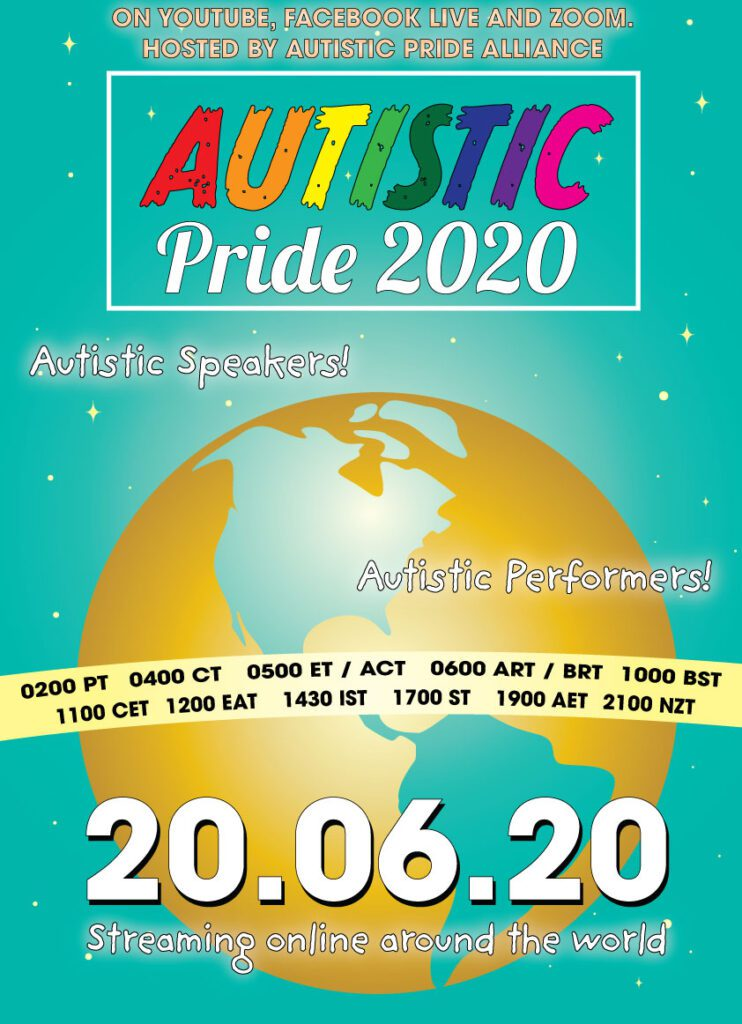
Autistic Pride 2020

| Походження | Захід                                                     | Дата                | Періодичність |  |                                                                |               |         |
| ---------- | --------------------------------------------------------- | ------------------- | ------------- |  | -------------------------------------------------------------- | ------------- | ------- |
| Походження | Захід                                                     | Дата                | Періодичність |  | Всесвітній день розповсюдження інформації про проблему аутизму | 2 квітня 2009 | Щорічно |
|            | Autism Sunday (укр. Неділя аутизму)                       | Друга неділя лютого | Щорічно       |  |                                                                |               |         |
|            | Autism Awareness Year (укр. Рік обізнаності про аутизм)   | 2002                | Одноразовий   |  |                                                                |               |         |
|            | Autistic Pride Day (укр. День гордості людей з аутизмом)  | 18 червня           | Щорічно       |  |                                                                |               |         |
|            | Autism Acceptance Project (укр. Проєкт прийняття аутизму) | 2006                | Одноразовий   |  |                                                                |               |         |
|            | Autistics Speaking Day (укр. День розмови про аутизм)     | 1 листопада         | Щорічно       |  |                                                                |               |         |